# كريستوفر سميث (مخرج)
كريستوفر سميث (بالإنجليزية: Christopher Smith)‏ هو مخرج أمريكي، ولد في 1959.